# Çiftlik

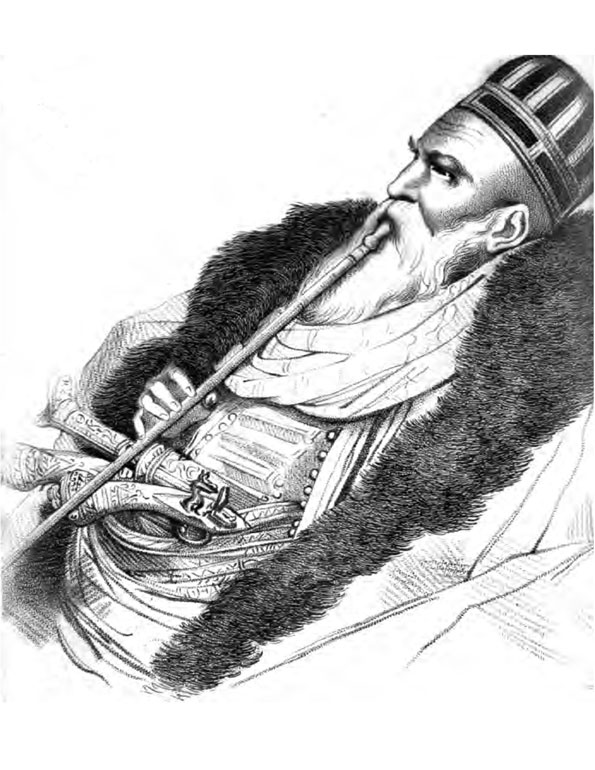
Alì Pascià di Ioannina, uno dei più potenti governanti del çiflik

Il çiftlik (dal turco ottomano çiftlik; in albanese çiflig; in bulgaro чифлик?, čiflik; in macedone чифлиг?, čiflig; in greco τσιφλίκι?, tsiflíki; in serbo читлук?, čitluk), è un termine turco che significa "fattoria". Storicamente, esso indica un sistema di gestione territoriale dell'Impero Ottomano. 
Prima del sistema del çiftlik, l'Impero usava una forma non ereditaria di gestione del territorio chiamata timar. A partire dal periodo in cui l'Impero iniziò a crollare e a ridursi, i potenti ufficiali militari iniziarono a rivendicare la terra dalla tenuta del sultano il quale permise loro di passare la terra ai loro figli, creando così il sistema del çiftlik. Questa forma di gestione territoriale durò dal XVI secolo al crollo dell'Impero ottomano nel 1919.

## Contesto
Nell'Impero ottomano, prima dell'adozione del sistema del çiftlik, il sistema del timar era la politica ufficiale ottomana. Il sistema era quello in cui le entrate previste di un territorio conquistato erano distribuite sotto forma di concessioni terriere temporanee tra i sipahi (cavalieri) e altri membri della classe militare, inclusi i giannizzeri e altri kul (schiavi) del sultano. Queste concessioni terriere erano date come compensazione per il servizio militare annuale, per il quale non veniva data alcuna retribuzione. I timar di piccola estensione venivano concessi dai governatori, mentre quelli grandi richiedevano un certificato del sultano, ma in via generale un feudo aveva un valore annuo inferiore a ventimila akçe. Sebbene agli ufficiali militari fosse concesso l'uso della terra, non ne detenevano la proprietà, che era mantenuta dal sultano. Se il militare moriva o lasciava la terra, il possesso tornava al sultano per essere distribuito a una nuova persona. Con questo sistema i proprietari temporanei potevano richiedere circa tre giorni di lavoro all'anno ai contadini che vivevano sulla loro terra. Nel sistema feudale cristiano venivano invece richiesti due o tre giorni la settimana.
Questo sistema di possesso della terra durò all'incirca dal XIV secolo fino al XVI secolo. Ancora nel 1528 ben l'87% della terra era ufficialmente proprietà del sultano mentre il resto apparteneva a organizzazioni religiose. Il sistema aveva scopi finanziari, statali ed espansionistici. Dal punto di vista finanziario, così lo stato ottomano si procurava i mezzi per pagare l'esercito e al tempo stesso otteneva una nuova fonte di entrate per il tesoro centrale. Il sistema tuttavia era in grado di funzionare solo fintantoché gli eserciti ottomani conquistavano nuovi territori. Quando l'avanzata ottomana si interruppe e l'estensione dell'Impero iniziò a ridursi, il sistema del timar cominciò a crollare.

## Adozione
Senza nuove terre da spartire, i comandanti militari più potenti iniziarono a rivoltarsi contro l'Impero ottomano e il suo capo di stato, il sultano. Invece di concentrarsi sulle nuove conquiste, questi ufficiali militari iniziarono a dividere l'Impero in proprietà terriere private. L'allora indebolito Impero ottomano fu costretto a riconoscere le loro pretese, e a concedere la trasmissione ereditaria del possesso delle proprietà terriere. La maggior parte dei governanti dei çiftlik controllava solo piccole proprietà terriere, ma alcuni come Ali Pasha di Ioannina governavano regni autonomi all'interno dell'Impero.

## Conseguenze
In precedenza, i contadini sotto il sistema del timar godevano di un sistema relativamente liberale. Sotto il sistema del çiftlik erano governati come servi della gleba. Non più liberi di lavorare per il proprio guadagno monetario, dovevano da quel momento lavorare molti giorni alla settimana sotto il dominio di un signore feudale, e oltre a ciò gli veniva sottratta una percentuale maggiore del loro raccolto. Questa maggiore oppressione portò spesso i contadini a migrare in aree lontane dal controllo del çiftlik, o nel caso dei contadini greci, sulle montagne dove non esisteva l'autorità ottomana. Il nuovo sistema oppressivo fece aumentare anche il sostegno dei contadini alle rivolte nazionaliste contro il dominio ottomano in regioni come i Balcani e la Grecia.
Il sistema del çiftlik iniziò a declinare negli anni 1910 quando i territori balcanici ottennero l'indipendenza. In Macedonia i contadini presero il controllo delle terre del çiftlik e iniziarono a esportare tabacco attraverso la Grecia. Dopo la disintegrazione dell'Impero ottomano, il passaggio dai çiftlik ad altri sistemi agricoli portò a incidenti come l'l'insurrezione di Kileler.

## La città di Al-Jiftlik
Il nome della città palestinese Al-Jiftlik, in Cisgiordania, deriva dal suddetto sistema di possesso della terra, che è stato applicato lì come in molte altre località ottomane.